# Jacques Vidal
Jacques Vidal (Montluc, 4 luglio 1925 – 26 settembre 1987) è stato uno storico delle religioni e presbitero francese.

## Biografia
Entrato come novizio nell'Ordine francescano nel 1945, Jacques Vidal venne ordinato sacerdote cattolico nel 1954. Dopo aver svolto studi di Matematica prediligendo le scienze esatte, nel 1953 iniziò gli studi presso l'Institut supérieur de philosophie dell'Università cattolica di Lovanio. Nel 1957, dopo aver discusso una dissertazione su Nicolai Hartmann, Vidal conseguì la laurea in Filosofia.
Dopo gli studi insegnò prima a Béziers (1957)  poi a Sigmaringen (1959-60), a Bruxelles e infine a Roma dove a partire dal 1960 e fino al 1969 insegnò Storia delle religioni  alla Pontificia Università Antonianum.
Nel 1969 Vidal venne nominato professore all'Institut de science et de théologie des religions (ISTR) di Parigi, istituto inserito nell'Institut catholique e allora guidato dal teologo e  cardinale Jean Daniélou.
Compito dell'ISTR fu, ed è, quello di approfondire i rapporti tra Chiesa cattolica e le religioni non cristiane alla luce delle conclusioni del Concilio Vaticano II, quindi indagare il fatto religioso, il sacro nella storia dell'umanità, l'avvento dell'homo religiosus e il modo con cui le religioni non cristiane si relazionano all'insegnamento cristiano, studiandole nei loro aspetti storico-fenomenologici. 
Nel 1975 Vidal subentrò al cardinale Daniélou alla guida dell'ISTR.
Nel 1979 la prestigiosa Presses universitaires de France (PUF, fondata nel 1921) si rivolse all'Institut catholique per varare l'ambizioso progetto di un Dictionnaire des Religions che tenesse conto dell'indirizzo scientifico proprio della Scienza delle religioni. Vidal ebbe quindi l'incarico di varare un comitato editoriale che organizzasse tale progetto. A questo scopo, Vidal invitò Julien Ries ad occuparsi del settore delle "religioni antiche", Michel Delahoutre delle "religioni asiatiche, africane e dell'Oceania", Édouard Cothenet della "Bibbia e dell'Ebraismo". Alla fine del progetto furono coinvolti oltre cento specialisti delle scienze religiose e la prima edizione del Dictionnaire venne pubblicata nel gennaio del 1984.
Vidal morì il 26 settembre 1987 mentre stava curando la terza edizione del Dictionnaire. Tutte le sue opere vennero pubblicate postume.

## Opere
- Dictrionnaire des Religions (a cura di Jacques Vidal). Parigi, Presses universitaires de France, 1984. In italiano: Dizionario delle religioni. Milano, Mondadori, 2007.
- Sacro, simboli, creatività. Milano, Jaca Book, 1992.
- L'Église et les religions. Parigi, Albin Michel, 1992. In italiano: Il desiderio riorientato. La Chiesa e le religioni. Milano, Jaca Book, 1994.

| Controllo di autorità | VIAF (EN) 13674560 · ISNI (EN) 0000 0001 1039 8217 · LCCN (EN) n82256988 · BNE (ES) XX1146673 (data) · BNF (FR) cb12146492g (data) · J9U (EN, HE) 987007381006905171 |